# Élections locales nord-irlandaises de 2023
 (mai 2023).
Si vous disposez d'ouvrages ou d'articles de référence ou si vous connaissez des sites web de qualité traitant du thème abordé ici, merci de compléter l'article en donnant les références utiles à sa vérifiabilité et en les liant à la section « Notes et références ».
Les élections locales nord-irlandaises de 2023 se déroulent le 18 mai 2023.

## Contexte
Les élections, prévues initialement le 6 mai 2023 sont décalées de deux semaines en raison du couronnement de Charles III et de Camilla Parker Bowles.
L'exécutif d'Irlande du Nord est vacant à la suite du refus du parti unioniste démocrate de participer. Le parti est en désaccord sur le protocole nord-irlandais de l'accord post-Brexit, notamment la partie relative à la frontière irlandaise.

## Mode de scrutin
Il existe onze districts, comportant 462 sièges au total. Le scrutin à vote unique transférable est utilisé.

## Résultats
| Partis                 | Partis                                 | Voix      | Voix  | Voix          | Total des sièges | Total des sièges |
| Partis                 | Partis                                 | Votes     | %     | +/−           | Sièges           | +/−              |
| ---------------------- | -------------------------------------- | --------- | ----- | ------------- | ---------------- | ---------------- |
|                        | Sinn Féin                              | 230 793   | 30,9  | 7,7           | 144 / 462        | 39               |
|                        | Parti unioniste démocrate              | 173 033   | 23,3  | 0,8           | 122 / 462        | en stagnation    |
|                        | Parti de l'Alliance d'Irlande du Nord  | 99 251    | 13,3  | 1,8           | 67 / 462         | 14               |
|                        | Parti unioniste d'Ulster               | 81 282    | 10,9  | 3,2           | 54 / 462         | 21               |
|                        | Parti social-démocrate et travailliste | 64 996    | 8,7   | 3,3           | 39 / 462         | 20               |
|                        | Voix unioniste traditionnelle          | 29 202    | 3,9   | 1,7           | 9 / 462          | 3                |
|                        | Parti vert                             | 12 692    | 1,7   | stagnation    | 5 / 462          | 3                |
|                        | Le Peuple avant le profit              | 8 059     | 1,0   | 0,4           | 2 / 462          | 3                |
|                        | Aontú                                  | 6 771     | 0,9   | 0,2           | 0 / 462          | 1                |
|                        | Parti unioniste progressiste           | 2 103     | 0,3   | 0,5           | 1 / 462          | 2                |
|                        | Indépendants et autres                 |           |       |               | 19 / 462         | 5                |
| Votes nuls             | Votes nuls                             | 11 162    |       |               |                  |                  |
| Total                  | Total                                  | 719 344   | 100,0 | en stagnation | 462 / 462        | en stagnation    |
| Inscrits/participation | Inscrits/participation                 | 1 380 372 | 54    | 2,0           |                  |                  |

## Analyse
Le Sinn Féin sort gagnant des élections, aidé selon les analystes par le refus du Parti unioniste démocrate de participer à l'exécutif. Le Sinn Féin ambitionne de devenir le plus grand parti des deux côtés de la frontière irlandaise, et les sondages en république d'Irlande le donnent en bonne position.